# Paul Collier
Paul Collier (ur. 30 lipca 1970 w Newport) – walijski zawodowy sędzia snookerowy.

## Życiorys
Paul Collier snookerem interesował się już od 13 roku życia, kiedy zaczął go trenować. Jest jednym z najpopularniejszych sędziów snookerowych, mimo że od kilku lat nie był sędzią Main Touru. W 2005 roku zrezygnował z sędziowania w tym cyklu z powodu niskich wynagrodzeń finansowych. W sezonie 2010/2011 zapowiedział jednak powrót do grona profesjonalistów.
W 2004 roku, w wieku 33 lat Collier został najmłodszym sędzią w historii snookera, który poprowadził finał mistrzostw świata. Sędziował mecz pomiędzy Ronniem O’Sullivanem a Graeme'em Dottem w 2004 roku. Wynik ten pobił w 2020 roku Marcel Eckardt, który miał wówczas 30 lat. Po raz drugi poprowadził finał mistrzostw świata w 2016 roku pomiędzy Markiem Selbym a Ding Junhuiem, zakończony wygraną Anglika 18:14.